# Першокурсник (фільм, 1990)
«Першокурсник» (англ. The Freshman, інша назва — «Новачок») — кінофільм 1990 року, знятий режисером Ендрю Бергманом.

## Сюжет
Кларк Келлогг залишає маму та вітчима у Вермонті, а сам їде вивчати кінематограф у Нью-Йорський університет. На вокзалі у нього крадуть багаж з його книгами, а пізніше він помічає злодія у вікні і наздоганяє його. Злодій, Віктор Рей, клянеться віддати книги в обмін на послугу. І знайомить його зі своїм дядьком Кармайном Сабатіні, що виглядає як справжній Дон Корлеоне. Кармайн пропонує йому великі гроші в замін на маленькі послуги.

## У ролях
- Марлон Брандо — Кармайн Сабатіні
- Метью Бродерік — Кларк Келлоґґ
- Бруно Кербі — Віктор Рей
- Пенелопа Енн Міллер — Тіна Сабатіні
- Френк Вейлі — Стів Бушек
- Джон Політо — Чак Грінвальд
- Пол Бенедикт — Артур Флібер
- Річард Гант — Ллойд Сімпсон
- Кеннет Велш — Двайт Армстронг
- Бредлі Вонг — Едвард
- Максиміліан Шелл — Ларрі Лондон